# Rehman Malik
Rehman Malik (Sialkot, 12 dicembre 1951 – Islamabad, 23 febbraio 2022) è stato un politico e funzionario pakistano.

## Biografia
Laureato in Statistica all'Università di Karachi, fu un importante membro del Partito Popolare Pakistano. Stretto collaboratore di Benazir Bhutto, fu da lei messo a capo della Federal Investigation Agency. Fu Ministro dell'Interno dal 2009 al 2013, nel governo di Yousaf Raza Gillani.
Malik è morto nel 2022 per complicazioni da COVID-19.